# 蓋爾比島
蓋爾比島是突尼西亞的島嶼，位於該國北岸對開地中海，屬於克肯納群島的一部分，長14公里、寬7公里，面積69平方公里，島上有一座潟湖。

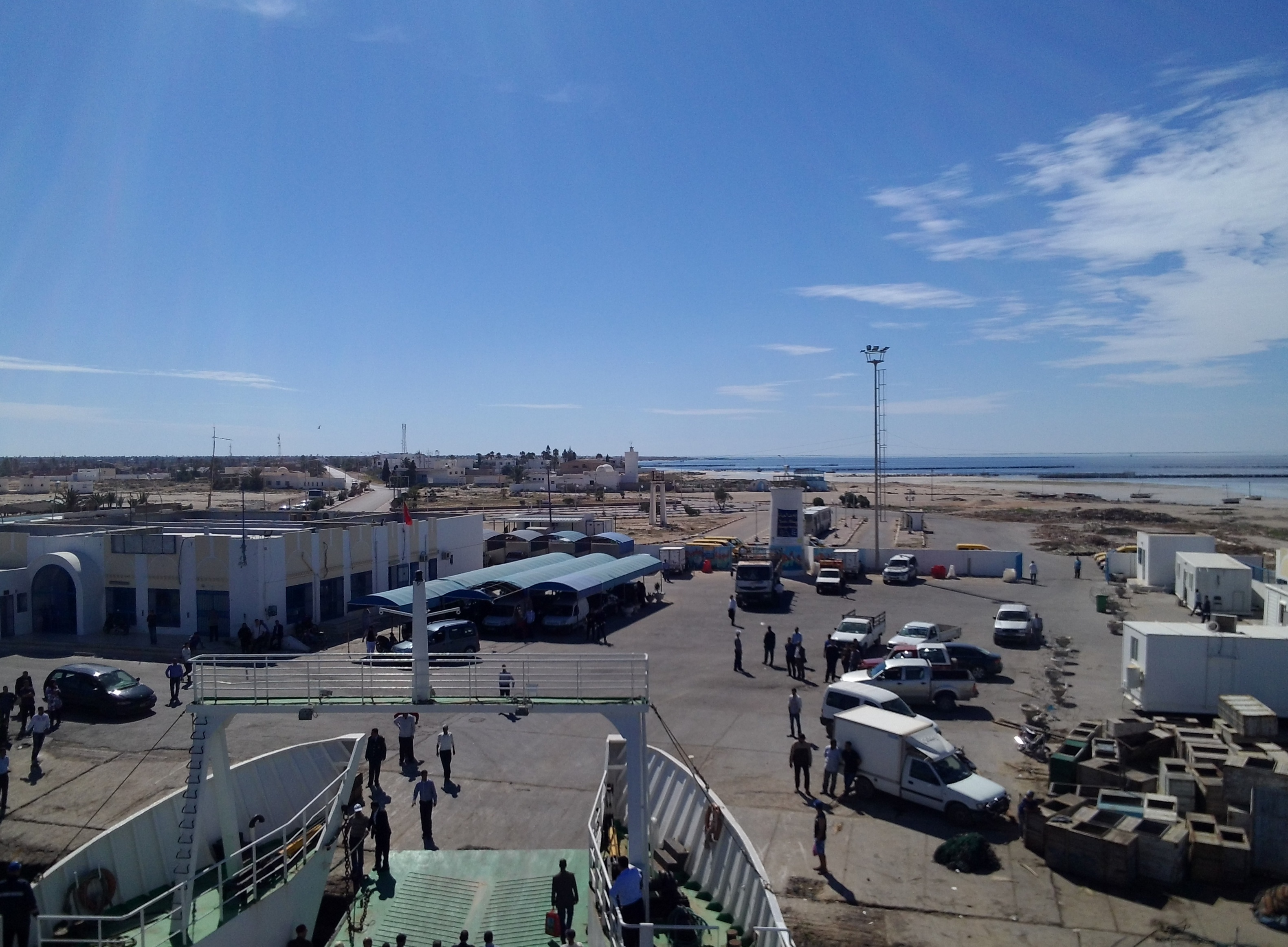
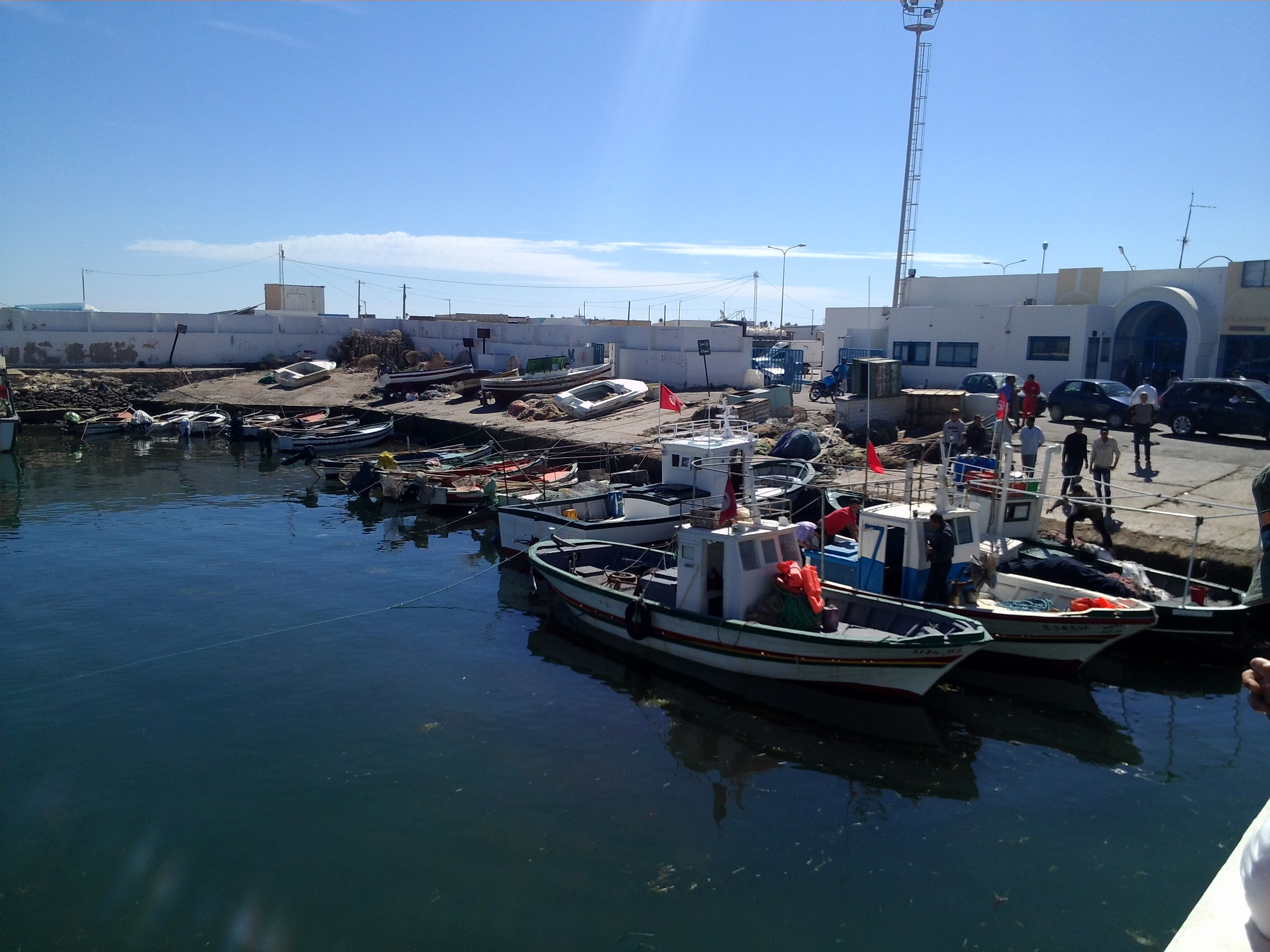
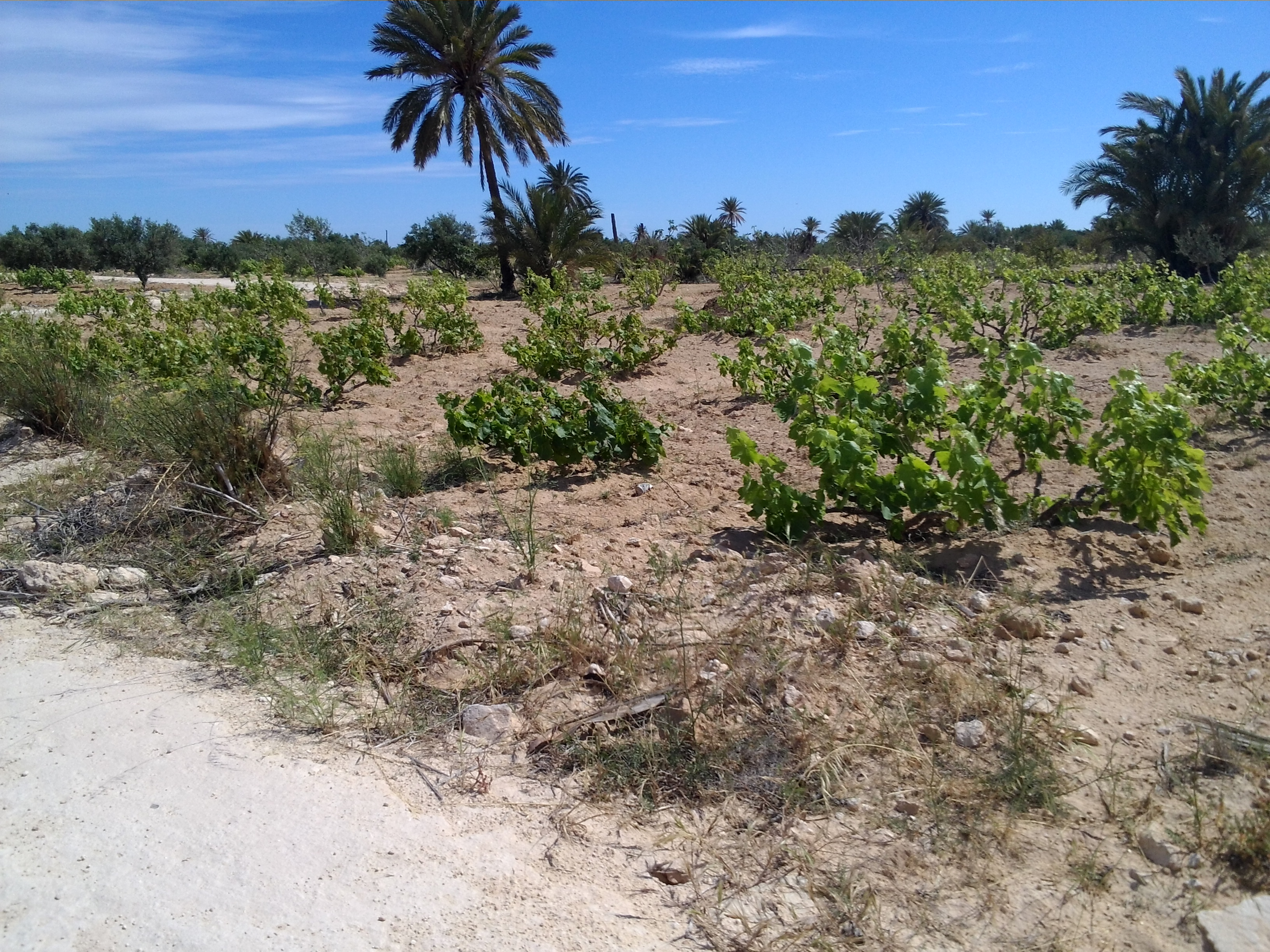
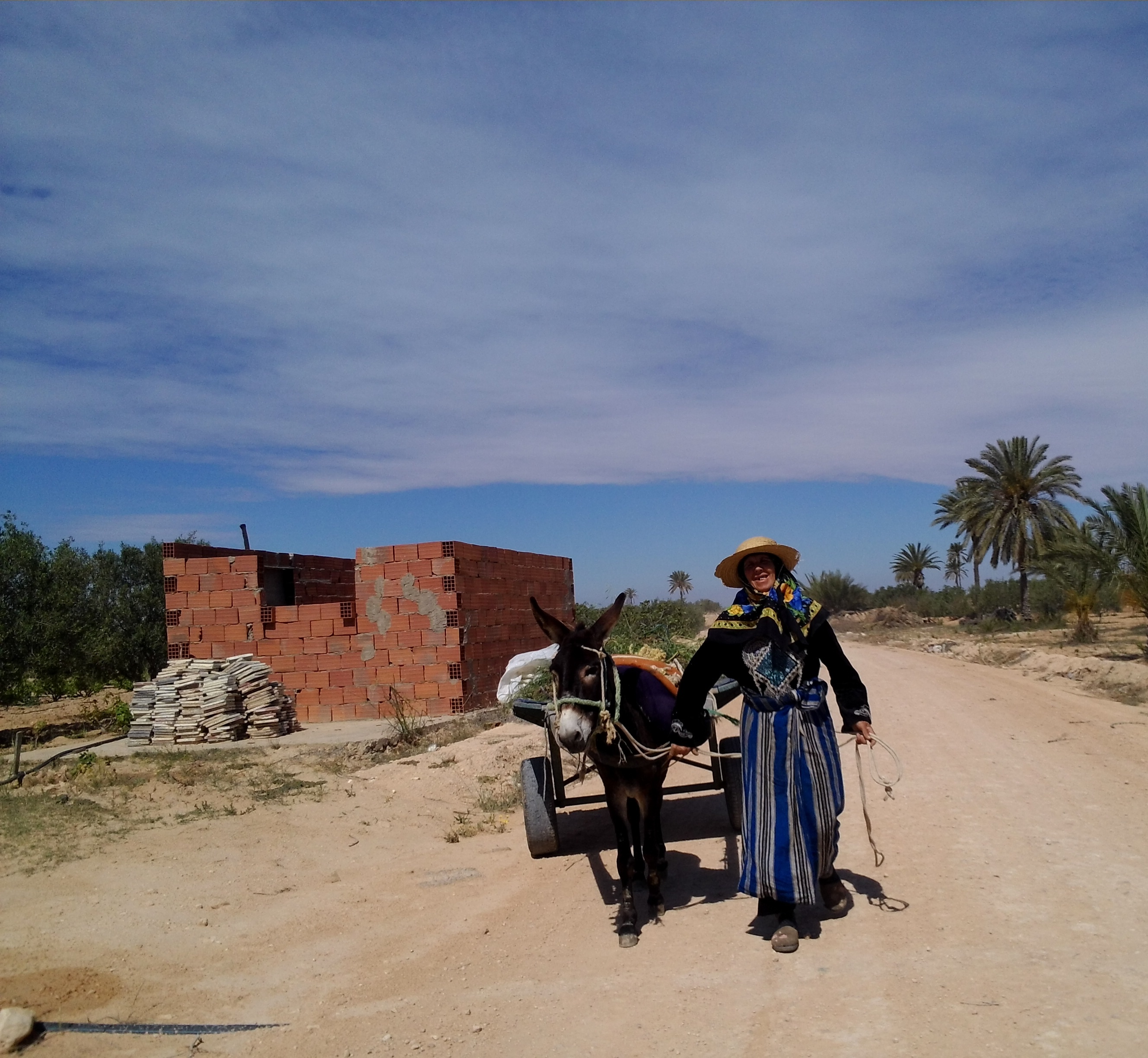

34°39′N 11°02′E / 34.650°N 11.033°E